# 1423

## Události

### Probíhající události
- 1405–1433: Plavby Čeng Chea
- 1406–1428: Čínsko-vietnamská válka
- 1419–1434: Husitské války

## Narození
- 30. května – Georg von Peuerbach, rakouský matematik a astronom († 8. dubna 1461)
- 2. června – Ferdinand I. Ferrante, neapolský král († 25. ledna 1494)
- 3. července – Ludvík XI., francouzský král († 30. srpna 1483)
- 10. září – Eleonora, kněžna asturská († 22. srpna 1425)

## Úmrtí
- ? – Štěpán z Pálče, učenec a husitský teolog (* ?)
- ? – Kao Ping, čínský literární kritik a básník (* 1350)

## Hlavy států
- České království – bezvládí
- Svatá říše římská – Zikmund Lucemburský
- Papež – Martin V. – Klement VIII.
- Anglické království – Jindřich VI.
- Francouzské království – Karel VII.
- Polské království – Vladislav II. Jagello
- Uherské království – Zikmund Lucemburský
- Byzantská říše – Manuel II. Palaiologos